# Мелаку Уореде
Мелаку Уореде (Melaku Worede) е етиопски генетик и биолог.

## Биография
Уореде следва генетика в университета в Небраска. От 1979 г. до неговото пенсиониране през 1993 г. е директор на генетичния изследователски център „Вавилов“ в Адис Абеба. За няколко години изгражда една картотека с посевен материал, състояща се от десетки хиляди видове растения.
От 1993 г. работи по проекта Seeds of Survival, при който преданото знание на земеделците се съчетава със западната наука и технология.
Мелаку Уореде е награден с „Алтернативната нобелова награда“ през 1989 г. за неговия „водещ проект за дългосрочна борба срещу глада чрез изграждане на един от най-добрите центрове на света за съхранение на посевен материал и неговите усилия за съхранение на многообразните видове и мъдростта на африканските земеделци, което служи на цялото човечество“.